# Perigramma nervaria
Perigramma nervaria är en fjärilsart som beskrevs av Achille Guenée 1858. Perigramma nervaria ingår i släktet Perigramma och familjen mätare. Inga underarter finns listade i Catalogue of Life.